# Jan Reder
Johannes (Jan) Reder (Amsterdam, 30 november 1870 - overleden) was een Nederlands bariton/bas.
Hij was zoon van Jacobus Johannes Reder en Catharina Elisabeth Maassen.
Hij startte zijn zangstudie bij Johannes Messchaert en trok toen naar Parijs om aan het Conservatoire national supérieur de musique et de danse de Paris les te nemen bij Warot. Die vertelde hem dat een mooie loopbaan in het verschiet lag. Alhoewel ze meedeelden dat hij een goede stem had voor opera, koos Reder voor het pad als concertzanger. Hij trad vervolgens op in de grote steden in Nederland, België, Frankrijk, Duitsland en Zwitserland. Zo trad hij bijvoorbeeld op 3 november 1907 op in de première van het werk Recueillement (uit Trois mélodies pour une voix grave et orchestre) van Alphons Diepenbrock, gehouden in Parijs, begeleid door het Orchestre Colonne onder leiding van Willem Mengelberg. Reder was tevens de solist in Amsterdam, maar Diepenbrock was ontevreden over de solist; Reders stem kwam niet boven het orkest uit en Diepenbrock verving de zangpartij door één voor mezzosopraan.
Door veel op te treden groeide zijn repertoire al snel. Onze Musici (1911) noemde zijn stem fris en eenvoudig van expressie en schaarde hem onder de meeste gevierde zangers van Nederland. Door zijn vertrek naar Parijs en/of Lyon verdween hij geheel uit beeld.
Hij zong tussen 1908 en 1926 circa dertien concerten (zie voor opzegging onder) met het Concertgebouworkest onder leiding van dirigenten Edouard Colonne, Willem Mengelberg, Anton Tierie en Johan Schoonderbeek, meest in La damnation de Faust van Hector Berlioz. 